# Burhanpur (stad)
Burhānpur is een plaats in het district Burhānpur in de staat Madhya Pradesh, India (Azië).
Het is gelegen op een hoogte van 224 meter boven de zeespiegel en het aantal inwoners bedraagt 64.722.
De UTM positie is FD25 en de Joint Operations Graphic reference is NF43-11. De tijdzone is Asia/Calcutta (UTC/GMT +5.30).